# العوجة (إدلب)
العوجة قرية سورية تتبع ناحية سنجار في منطقة معرة النعمان في محافظة إدلب. بلغ عدد سكانها 1120 نسمة في عام 2004 حسب إحصاء المكتب المركزي للإحصاء.